# Uriankhai

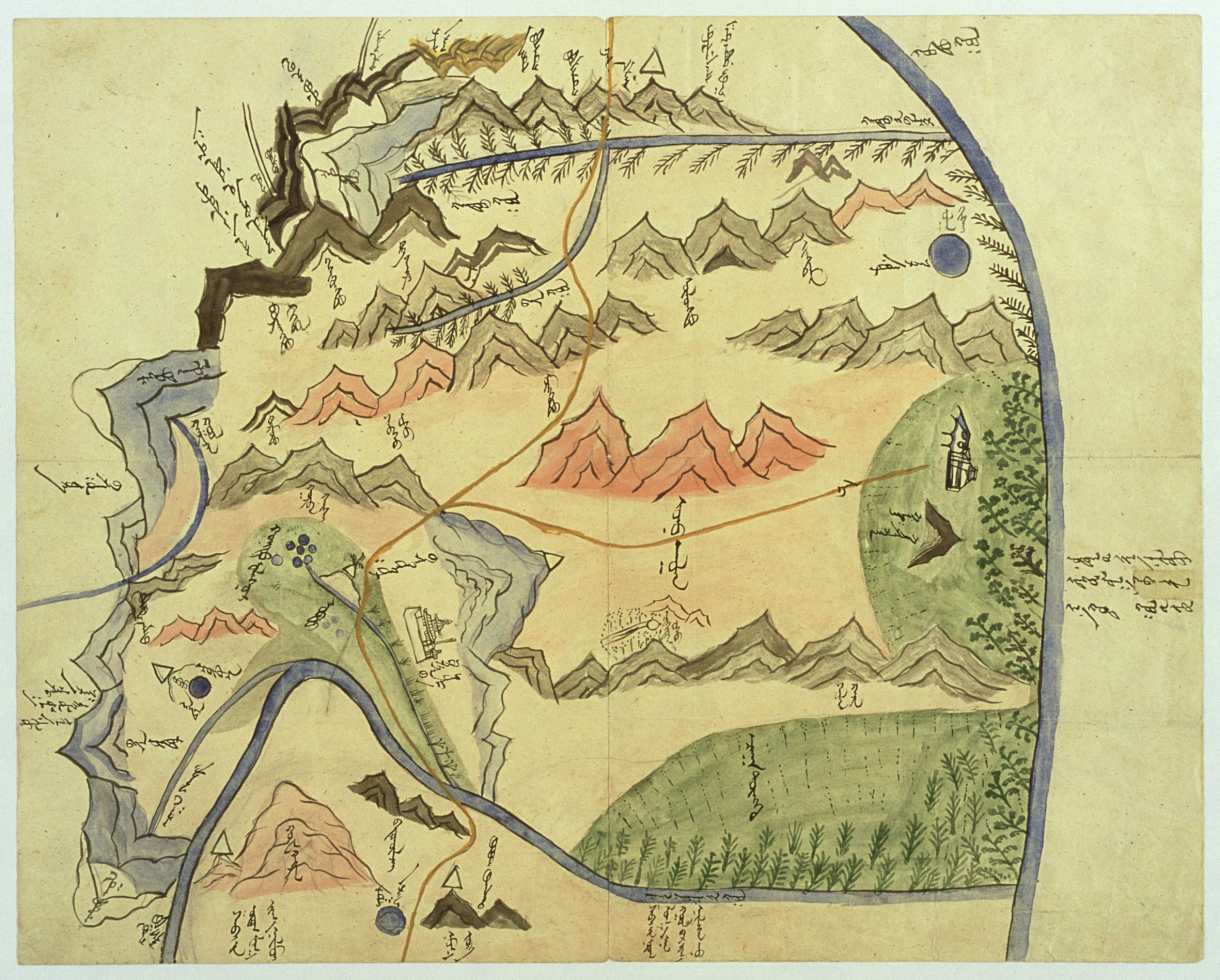
Une carte de la région du cap Zutgant Duni à l'époque mandchoue de l'Altaï Uriankhai en Mongolie occidentale.

Uriankhai (mongol : ᠤᠷᠢᠶᠠᠩᠬᠠᠢ, VPMC : uriyangqai, cyrillique : Урианхай, MNS : Uriankhai ; chinois : 乌梁海 ; pinyin : wūliánghǎi) est une appellation en Mongolie de plusieurs groupes ethniques, dont les Touvains (dont le pays était autrefois appelé Tannu Uriankhai, le groupe de l'Altaï Uriankhai (en).
Certains Iakoutes aussi l'utilisent pour se désigner, plus particulièrement dans leurs épopées.